# Maranta amplifolia
Maranta amplifolia är en strimbladsväxtart som beskrevs av Karl Moritz Schumann. Maranta amplifolia ingår i släktet Maranta och familjen strimbladsväxter. Inga underarter finns listade.